# Cuenca Challenger 2005
Il Cuenca Challenger 2005 è stato un torneo di tennis facente parte della categoria ATP Challenger Series nell'ambito dell'ATP Challenger Series 2005. Il torneo si è giocato a Cuenca in Ecuador dal 13 al 19 giugno 2005 su campi in terra rossa.

## Vincitori

### Singolare
Zack Fleishman ha battuto in finale  Boris Pašanski con il punteggio di 6–3, 6–4

### Doppio
Goran Dragicevic /  Mirko Pehar hanno battuto in finale  Marcelo Melo /  Bruno Soares con il punteggio di 6–3, 7–6(5)